# Züge der britischen Besatzungsmacht nach Berlin

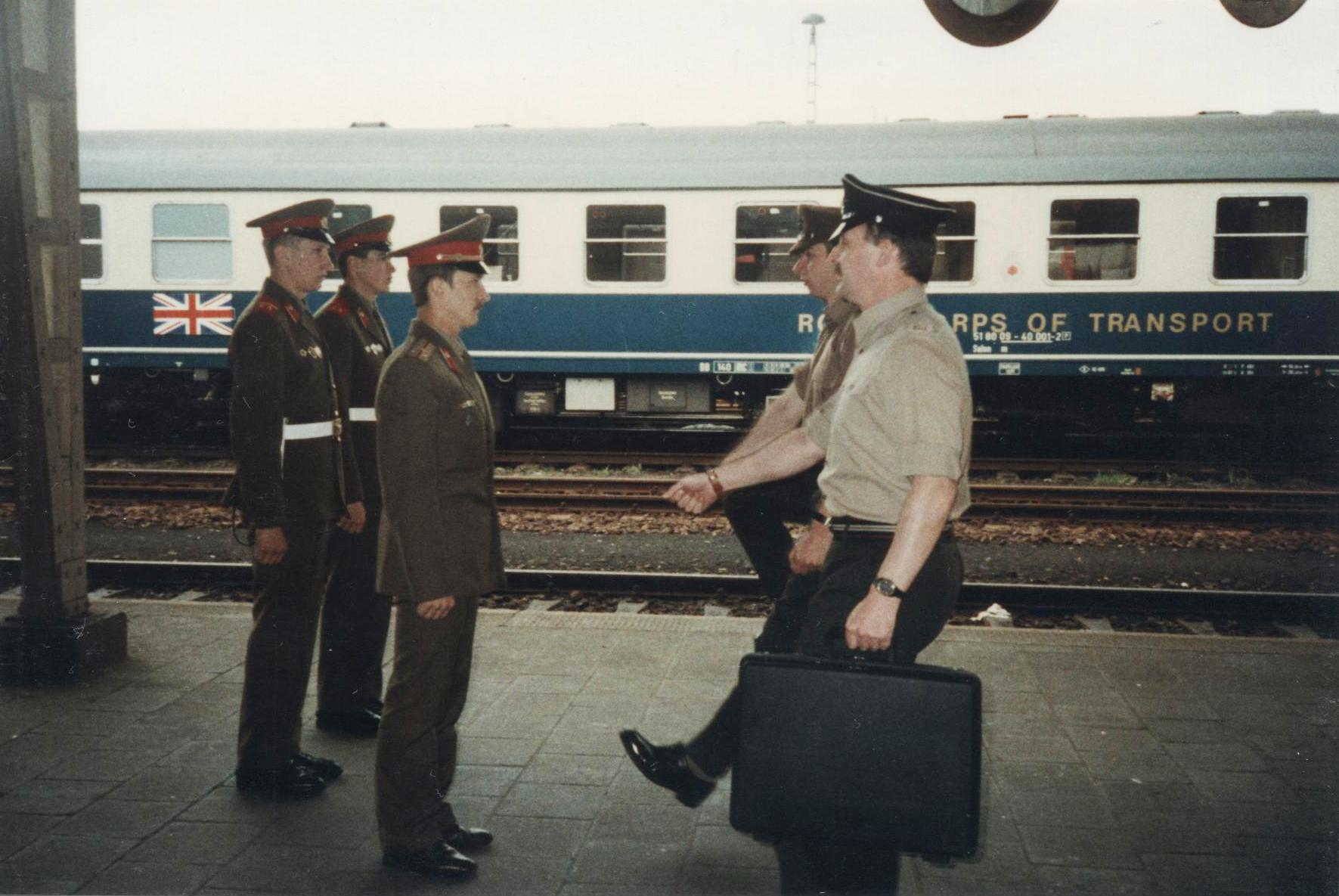
Alliierte Grenzabfertigung am Grenzbahnhof Marienborn im April 1990

Züge der britischen Besatzungsmacht nach Berlin verkehrten von 1945 bis 1991.
Die Militärzüge boten nach dem Ende des Zweiten Weltkriegs eine regelmäßige Eisenbahnverbindung der Britischen Streitkräfte, später der britischen Rheinarmee, zwischen der Britischen Besatzungszone, später der Bundesrepublik Deutschland, und dem britischen Sektor Berlins. Die Verbindung führte durch die sowjetische Besatzungszone, die spätere Deutsche Demokratische Republik. Nutzungsberechtigt waren nur Militärangehörige.

## Geschichte
Die erste derartige Verbindung führte 1945 vom Hafen Emden in den Britischen Sektor von Berlin. Zur Querung der sowjetischen Besatzungszone wurde die mit rund 110 Meilen (175 km) kürzeste Transitverbindung zwischen Berlin und Helmstedt gewählt. In Berlin nutzten die Züge den Bahnhof Berlin-Charlottenburg.:83
Nach der Unterbrechung der regelmäßigen Zugverbindung durch die Berlin-Blockade wurde der Verkehr neu organisiert. Zum einen wechselte die Britische Armee vom relativ kleinen Hafen in Emden zu dem viel größeren und näher an Großbritannien gelegenen Hafen Rotterdam. Zum anderen wurde die Zugleistung geteilt: eine Verbindung von Rotterdam (Hoek van Holland) nach Hannover und eine anfangs von Bad Oeynhausen, wo sich bis 1954 das Hauptquartier der Britischen Rheinarmee befand, nach Berlin, schon in den 1950er Jahren auf die Relation Hannover–Berlin reduziert.:84
Mit dem Abzug der alliierten Truppen nach der Wiedervereinigung Deutschlands und der Auflösung des Vier-Mächte-Statuts für Berlin wurde der Betrieb der Militärzüge eingestellt. Der letzte britische Militärzug nach Berlin verkehrte im Mai 1991.:85

## Verkehr
Die Züge verkehrten unter der Regie des Royal Corps of Transportation (RCT). Der Zug in der Verbindung Hannover–Berlin-Charlottenburg trug die Zugnummer Dm 80671, ab 1975: Dm 38046, ab 1980: M 38046. Er verkehrte täglich, der Anschlusszug nach Hoek van Holland nur drei Mal in der Woche. Der Zug nach Berlin verließ im Fahrplan 1958/59 Hannover um 22:00 Uhr und erreichte Berlin-Charlottenburg um 7:17 Uhr.:83 Der Gegenzug trug die Zugnummer Dm 80672, ab 1975: Dm 38047, ab 1980: M 38047, verließ Berlin-Charlottenburg um 23:04 Uhr und erreichte Hannover Hbf um 8:24 Uhr.:84 Der Zug führte Sitz- und Schlafwagen. Letztere wurden durch die DSG bewirtschaftet. Ab 1961 gab es zwei Mal in der Woche durchlaufende Kurswagen zwischen Hoek van Holland und Berlin. Außerdem führte der Zug spätestens seit dieser Zeit Speisewagen:84 – und zwar in der Regel zwei, da das britische Militär hohen Wert auf die strikte Trennung von Offizieren und Mannschaften legte.:68 1965 wurde der Laufweg auf die Strecke Braunschweig Hauptbahnhof–Berlin-Charlottenburg gekürzt, tagsüber mit Sitzwagen gefahren und die Schlafwagen entfielen. 1975 wurde das Zugpaar bei Bedarf wieder bis Hannover geführt und die Fahrplanlage so angepasst, dass eine Hin- und Rückleistung am selben Tag mit einer Garnitur gefahren werden konnte: Berlin ab 7:58 Uhr, Braunschweig an: 12:25 Uhr (Hannover an 13:20, ab: 14:50), Braunschweig ab 15:50, Berlin an 20:23.:84

## Betrieb
Zur Besatzung eines Zuges gehörten ein Zugkommandant, ein Unteroffizier des RCT als Schaffner, ein Dolmetscher, Militärpolizisten und ein Funker. Aufgabe des Funkers war es, Sprechfunkkontakt mit den Militärdienststellen in Berlin und Westdeutschland aufrechtzuerhalten, während der Zug die DDR durchquerte. Der Wagen mit der Funkausrüstung war – zumindest in den letzten Jahrzehnten – ein A4üm (Abteilwagen 1. Klasse) des RCT.:84
1949 ging mit der Gründung der Bundesrepublik die Betriebsrechte der Alliierten für den Bahnverkehr in den Westzonen auf die Deutsche Bundesbahn (DB) über. In der sowjetischen Besatzungszone einschließlich Berlins verblieben sie bei der Deutschen Reichsbahn (DR). Deswegen wurde der Zug zwischen Berlin und Helmstedt weiter mit einer Lokomotive der DR befördert. Der Lokomotivwechsel fand in Helmstedt statt.
An den Staatsfeiertagen der DDR, dem 1. Mai und dem Tag der Republik am 7. Oktober, waren alle Triebfahrzeuge der DR mit den Flaggen der DDR und roten Fahnen geschmückt. Bei Weigerung des Zugkommandanten mit einer entsprechend dekorierten Lokomotive zu fahren, wurde der Zug abgestellt und die Fahrt erst ab 00:00 Uhr am Folgetag – dann ohne Beflaggung – fortgesetzt.

## Befahrene Strecken
Die für den Verkehr der Züge genutzten Strecken waren::83
1945–1948?
- Emden–Leer
- Leer–Oldenburg
- Oldenburg–Bremen
- Bremen–Wunstorf
- Wunstorf–Hannover

1945–1948, 1949–1965, 1975–1991 (im Bedarfsfall)
- Hannover–Braunschweig (Kopfbahnhof bis 1960)

1945–1948, 1949–1991
- Braunschweig–Magdeburg
- Magdeburg–Berlin

## Andere Transit-Militärzüge nach West-Berlin
Neben den Briten betrieben auch die US-amerikanische und die französische Schutzmacht Militärzüge, die ebenfalls auf der Strecke über Helmstedt verkehrten.